# La decadencia de Occidente
La decadencia de Occidente (en alemán: Der Untergang des Abendlandes. Umrisse einer Morphologie der Weltgeschichte) es una obra en dos volúmenes escrita por Oswald Spengler. Fue publicada entre 1918 y 1923.

## Resumen
Su primer volumen se publicó en 1918. Spengler revisó este volumen en 1922 y publicó además el segundo volumen, titulado Perspectivas de la historia mundial, en 1923. En esta obra, el autor alemán pretendió llevar a cabo un estudio de las formas subyacentes a los acontecimientos concretos, de la macroestructura dentro de la cual fluyen todos los acontecimientos históricos particulares. Spengler presentaba la historia universal como un conjunto de culturas (Antigua o Apolínea, Egipcia, India, Babilónica, China, Mágica, Occidental o Fáustica) que se desarrollaban independientemente unas de otras –como cuerpos individuales- pasando a través de un ciclo vital compuesto por cuatro etapas: Juventud, Crecimiento, Florecimiento y Decadencia, como el ciclo vital de un ser vivo, que tiene un comienzo y un fin determinados. Además, cada una de las etapas que conformaban el ciclo vital de una cultura presentaba, según el esquema spengleriano, una serie de rasgos distintivos que se manifestaban en todas las culturas por igual enmarcando los acontecimientos particulares. Con base en este esquema y aplicando un método que él llamó la “morfología comparativa de las culturas”, Spengler proclamó que la cultura occidental se encontraba en su etapa final, es decir, la decadencia, y afirmó que era posible predecir los hechos por venir en la historia del occidente.

"Quién sabe que existe una profunda conexión formal entre el cálculo diferencial y el principio dinástico del Estado en la época de Luis XIV; o entre la antigua forma politicé de la polis (ciudad) y la geometría euclidiana; o entre la perspectiva del espacio, en la pintura occidental, y la superación del espacio por ferrocarriles, teléfonos y armamentos; o entre la música instrumental contrapuntística y el sistema económico del crédito? Incluso los factores más reales de la política, considerados en esta perspectiva, adquieren un carácter simbólico y hasta metafísico. Y acaso por vez primera sucede ahora que cosas tan varias como el sistema administrativo de Egipto, el sistema monetario antiguo, la geometría analítica, el cheque, el canal de Suez, la imprenta china, el ejército prusiano y la técnica romana de construir vías son parejamente entendidas como símbolos e interpretadas como tales." Oswald Spengler

## Capítulos
Tomo I. Forma y realidad.
Capítulo I. El sentido de los números.
Capítulo II. El problema de la historia universal.
Subtema I. Fisiognómica y sistemática.
Subtema II. La idea del sino y el principio de causalidad.
Capítulo III. Macrocosmos.
Subtema I. El simbolismo de la imagen cósmica y el problema del espacio.
Subtema II. Alma apolínea, alma fáustica, alma mágica.
Capítulo IV. Música y plástica.
Subtema I. Las artes plásticas.
Subtema II. El desnudo y el retrato.
Capítulo V. La idea del alma y el sentimiento de la vida.
Subtema I. De la forma del alma.
Subtema II. Budismo, estoicismo, socialismo.
Capítulo VI. La física fáustica y la línea apolínea.

Tomo II. Perspectivas de la historia universal.
Capítulo I. Origen y paisaje.
Subtema I. Cosmos y microcosmos.
Subtema II. El grupo de las grandes culturas.
Subtema III. Las relaciones entre las culturas.
Capítulo II. Ciudades y pueblos.
Subtema I. El alma de la ciudad.
Subtema II. Pueblos, razas, idiomas.
Subtema III. Pueblos primitivos, pueblos cultos, pueblos felahs.
Capítulo III. Problemas de la cultura arábiga.
Subtema I. Pseudomorfosis históricas.
Subtema II. El alma mágica.
Subtema III. Pitágoras, Mahoma, Cromwell
Capítulo IV. El Estado.
Subtema I. El problema de las clases nobles: nobleza y clase sacerdotal.
Subtema II. El Estado y la historia.
Subtema III. Filosofía de la política.
Capítulo V. El mundo de las formas económicas.
Subtema I. El dinero.
Subtema II. La máquina.